# Segunda División de Básquetbol Femenino de Chile
La Segunda División Femenina de Básquetbol o LNF2 es la segunda categoría de carácter profesional. Está organizada por la Federación de Básquetbol de Chile.
Fundada en 2024, en la búsqueda de alivianar y organizar los equipos pertenecientes a la primera división. Se conformó por equipos que postularon a la liga y por equipos provenientes de la primera división 2023.

## Formato de competencia
Para la temporada 2024 el torneo consiste en una primera fase zonal dividida en grupos, en donde los mejores clubes clasifican a la fase de playoffs, en donde se definiría al campeón de la categoría. 

## Equipos 2024
| Equipo                     | Región        | Ciudad       |
| -------------------------- | ------------- | ------------ |
| New Crusaders              | Valparaíso    | Valparaíso   |
| Quilpué Basquetbol         | Valparaíso    | Quilpué      |
| Unión Estrella del Sur     | Valparaíso    | Quilpué      |
| CD Llolleo                 | Valparaíso    | San Antonio  |
| Santiago Morning Quilicura | Metropolitana | Quilicura    |
| CD Team Palmarés           | Metropolitana | Quilicura    |
| CD Boston College          | Metropolitana | Maipú        |
| Luis Matte Larraín         | Metropolitana | Puente Alto  |
| Universitarios de Chile    | Metropolitana | Santiago     |
| Club Brisas                | Metropolitana | La Cisterna  |
| O´Higgins Rancagua         | O'Higgins     | Rancagua     |
| Truenos de Talca           | Maule         | Talca        |
| CDSB Constitución          | Maule         | Constitución |
| Municipal Chillán          | Ñuble         | Chillán      |
| AB Temuco                  | Araucanía     | Temuco       |
| CD Universidad Austral     | Los Ríos      | Valdivia     |
| CD Español Osorno          | Los Lagos     | Osorno       |

## Historial
| Temporada | Campeón     | Subcampeón             | Ref.  |
| --------- | ----------- | ---------------------- | ----- |
| 2024      | Club Brisas | CD Universidad Austral | [ 2 ] |

### Palmarés
| Equipo                 | Campeón | Subcampeón | Ediciones campeón |
| ---------------------- | ------- | ---------- | ----------------- |
| Club Brisas            | 1       | 0          | 2024              |
| CD Universidad Austral | 0       | 1          |                   |